# Hedyotis travancorica
Hedyotis travancorica är en måreväxtart som beskrevs av Richard Henry Beddome. Hedyotis travancorica ingår i släktet Hedyotis och familjen måreväxter. Inga underarter finns listade i Catalogue of Life.